# La Madeleine-sur-Loing
La Madeleine-sur-Loing és un municipi francès, situat al departament de Sena i Marne i a la regió de Illa de França. L'any 2007 tenia 365 habitants.
Forma part del cantó de Nemours, del districte de Fontainebleau i de la Comunitat de comunes Gâtinais-Val de Loing.

## Demografia

### Població
El 2007 la població de fet de La Madeleine-sur-Loing era de 365 persones. Hi havia 153 famílies, de les quals 38 eren unipersonals (21 homes vivint sols i 17 dones vivint soles), 55 parelles sense fills, 51 parelles amb fills i 9 famílies monoparentals amb fills.
La població ha evolucionat segons el següent gràfic:
Habitants censats

### Habitatges
El 2007 hi havia 177 habitatges, 150 eren l'habitatge principal de la família, 19 eren segones residències i 7 estaven desocupats. Tots els 177 habitatges eren cases. Dels 150 habitatges principals, 138 estaven ocupats pels seus propietaris, 9 estaven llogats i ocupats pels llogaters i 4 estaven cedits a títol gratuït; 3 tenien dues cambres, 20 en tenien tres, 31 en tenien quatre i 96 en tenien cinc o més. 119 habitatges disposaven pel capbaix d'una plaça de pàrquing. A 62 habitatges hi havia un automòbil i a 81 n'hi havia dos o més.

### Piràmide de població
La piràmide de població per edats i sexe el 2009 era:
| Homes | Edats   | Dones |
| ----- | ------- | ----- |
| 0     | 95 o +  | 0     |
| 0     | 90 a 94 | 0     |
| 0     | 85 a 89 | 4     |
| 0     | 80 a 84 | 4     |
| 4     | 75 a 79 | 0     |
| 12    | 70 a 74 | 8     |
| 8     | 65 a 69 | 20    |
| 12    | 60 a 64 | 0     |
| 4     | 55 a 59 | 4     |
| 28    | 50 a 54 | 4     |
| 4     | 45 a 49 | 32    |
| 12    | 40 a 44 | 8     |
| 16    | 35 a 39 | 12    |
| 16    | 30 a 34 | 16    |
| 16    | 25 a 29 | 4     |
| 8     | 20 a 24 | 16    |
| 4     | 15 a 19 | 0     |
| 8     | 10 a 14 | 16    |
| 28    | 5 a 9   | 16    |
| 4     | 0 a 4   | 16    |

## Economia
El 2007 la població en edat de treballar era de 223 persones, 181 eren actives i 42 eren inactives. De les 181 persones actives 172 estaven ocupades (95 homes i 77 dones) i 9 estaven aturades (5 homes i 4 dones). De les 42 persones inactives 20 estaven jubilades, 16 estaven estudiant i 6 estaven classificades com a «altres inactius».

### Ingressos
El 2009 a La Madeleine-sur-Loing hi havia 139 unitats fiscals que integraven 335,5 persones, la mediana anual d'ingressos fiscals per persona era de 23.651 €.

### Activitats econòmiques
Dels 8 establiments que hi havia el 2007, 3 eren d'empreses de construcció, 1 d'una empresa de comerç i reparació d'automòbils, 2 d'empreses de transport, 1 d'una empresa immobiliària i 1 d'una empresa de serveis.
Dels 2 establiments de servei als particulars que hi havia el 2009, 1 era un electricista i 1 agència immobiliària.

## Equipaments sanitaris i escolars
El 2009 hi havia una escola elemental integrada dins d'un grup escolar amb les comunes properes formant una escola dispersa.

## Poblacions més properes
El següent diagrama mostra les poblacions més properes.